# Klang (Album)
Klang ist das dritte und zugleich letzte Studioalbum der britischen Indie-Rock-Band The Rakes. Es erschien am 23. März 2009 über V2 Records. Vorab wurde die Single 1989 veröffentlicht.

## Titelliste
1. You're In It
2. That's The Reason
3. The Loneliness Of The Outdoor Smoker
4. Bitchin' In The Kitchen
5. The Woes Of The Working Women
6. 1989
7. Shackleton
8. The Light From Your Mac
9. Mullers Rachet
10. The Final Hill

## Produktion
Das Album wurde von Chris Zane in einem Ost-Berliner Studio aufgenommen und produziert. Die Entscheidung dazu lag bei Frontman und Sänger Alan Donohoe, der es damit begründete, dass die Londoner Musikszene so langweilig sei und sich die Bandmitglieder nach etwas mehr inspirierenden Umgebungen sehnten. Durch den Aufenthalt in Deutschland entstand auch die Idee für den Titel des Albums, Klang, außerdem lässt sich die ostdeutsche Kultur in den Liedern wiederfinden. Es ist nicht abzustreiten, dass sie von ihrer Umgebung während der Aufnahmen maßgeblich beeinflusst wurden.

## Rezeption
Martina Kellner von laut.de beschrieb Klang als „[...] Scheibe, die wieder die raueren, spröderen Seiten der Band hervor kehrt und damit deutlich mehr an den Erstling Capture/Release erinnert“. Trockene und lärmende Gitarren ständen nun wieder im Vordergrund und „Donahues charakteristisch kratzige Stimme lenkt das Geschehen nach wie vor maßgeblich“. Es wirke dabei „schön unpoliert, stellenweise aber auch etwas zu schnelllebig und gedankenlos“, wirkliche Ohrwürmer gebe es auf dem Album nicht, da die meisten Lieder eine eher „flüchtige Unterhaltung“ bieten.
In der Rezension von intro.de bezeichnet Christian Steinbrink Klang als ein Album, das den Hang der Rakes zur „[...] trockene[n] Harmonik der Strokes [und] Spuren vom Britpop-Glam der Futureheads oder Libertines“ widerspiegelt. Zwar habe es mit keinem Titel eine Chance einen Hit zu landen, aber „die Platte funktioniert als geschichtsbewusste, nicht zu anbiedernde und spielerisch-rau arrangierte Facette innerhalb der britischen Poplandschaft [...] bestens.“